# Письяковка
Письяко́вка — деревня в Кашинском городском округе Тверской области. 
Находится на окраине Кашина, в 2 км к юго-западу от центра города.

## История
По данным 1859 года казённая деревня Письяковка, имеет 102 жителя при 24 дворах, здесь есть «раскольническая молельня». Во второй половине XIX — начале XX века деревня относилась Подберезской волости Кашинского уезда Тверской губернии. В 1889 году в ней 25 дворов, 124 жителя, которые кроме сельского хозяйства занимаются портняжным и сапожным промыслами, резьбой по дереву.
1940-50-е годы деревня Письяковка в составе Эскинского сельсовета Кашинского района Калининской области.
В 1997 году — 76 хозяйств, 201 житель. Администрация сельского округа, центральная усадьба колхоза «Россия», клуб, детсад.
С 1994 года деревня являлась центром Письяковского сельского округа, с 2005 года — центр Письяковского сельского поселения, с 2018 года — в составе Кашинского городского округа.

## Население
| 1859 | 1889 | 1997 | 2002 | 2010 |
| ---- | ---- | ---- | ---- | ---- |
| 102  | ↗125 | ↗201 | →201 | ↘187 |